# Электрический потенциал
Электри́ческий потенциа́л — временна́я компонента четырёхмерного электромагнитного потенциала, называемый также иногда скалярным потенциалом (скалярным — в трёхмерном смысле; скаляром в релятивистском смысле — инвариантом группы Лоренца — он не является, то есть не является неизменным при смене системы отсчёта).
Через электрический потенциал {\displaystyle \varphi } выражается напряжённость электрического поля:
{\displaystyle {\vec {E}}=-{\vec {\nabla }}\varphi -{\frac {\partial {\vec {A}}}{\partial t}},}
где {\displaystyle {\vec {\nabla }}} — оператор градиента (набла), а {\displaystyle {\vec {A}}} — векторный потенциал, через который выражается (также) магнитное поле. 
В частном случае постоянных или пренебрежимо медленно меняющихся со временем электрического и магнитного полей (случай электростатики), электрический потенциал носит название электростатического потенциала, а формула для напряжённости электрического поля (называемого в этом случае электростатическим) упрощается, так как второй член (производная по времени) равен нулю (или достаточно мал по сравнению с первым — и его можно приравнять нулю в рамках принятого приближения):
{\displaystyle {\vec {E}}=-{\vec {\nabla }}\varphi .}
В этом случае, как нетрудно увидеть, пропадает (отсутствует) вихревое электрическое поле, поле {\displaystyle {\vec {E}}} — потенциально, а отсюда следует возможность определить электростатический потенциал через работу, совершаемую электрическим полем, так как она в этом случае полностью определяется разностью потенциалов в начальной и конечной точке.